# Kebo Iwa
Kebo Iwa è un leggendario guerriero dai poteri sovrannaturali della cultura indonesiana.

## Etimologia
Keto Iwa è conosciuto anche come Kebo Wandira o Kebo Taruna, termini kawi che significano "bufalo" (kebo) e "vergine", "giovane", "puro" (iwa, wandira, taruna). Anticamente a Bali ed a Giava, erano molto comuni i titoli onorifici associati ad specifici animali oltre a kebo, vi sono anche mahisa (toro) e banyak (oca).

## Tra storia e mito
Storicamente si pensa che Kebo Iwa fu uno dei comandanti dell’esercito balinesi durante il regno di Prabu Sri Asta Sura Ratna Bumi Banten, l'ultimo re del regno balinese di Bedewa che governò dal 1332 circa al 1343 d.C..
Il giovane visse nel villaggio di Blahbatuh e fu uno dei figli del comandante Rakyan Buncing; veniva spesso descritto come un uomo molto alto che padroneggiava le arti della guerra e dell'architettura. Come ingegnere (undagi in kawi) partecipò alla costruzione di vari luoghi di culto sull'isola Bali. 
A Majapahit, il maha pahit (in kawi primo ministro) Gajah Mada, considerava Kebo Iwa e Pasung Grigis ostacoli alla sua politica espansionistica sui territori dell'arcipelago indonesiano. Escogitò uno stratagemma recandosi a Bali, offrendo la pace e dando in sposa a Kebo Iwa la principessa di Lemah Tulis in segno di amicizia tra i due paesi. Tuttavia, quando arrivò nel regno di Majapahit, Kebo Iwa fu ucciso. E dopo la morte di Kebo, intorno al 1343 d.C., fu mandata a Bali una spedizione guidata dal re Adityawarman, il sanguinario comandante di Singhasari-Dharmasraya. L’attacco portò ad una battaglia tra le truppe di Gajah Mada e il regno di Bedewa che provocò la morte del re Bejauh e di suo figlio il principe ereditario.

## Leggende
Nell’arco della storia indonesiana, sulla figura di Kebo Iwa sono state create numerose versioni della stessa leggenda, essendo essa tramandata per lo più oralmente. In tutte le varianti i due dettagli persistenti sono: il fatto che viene descritto come un giovane (patih in kawi) forte e potente; ed il luogo di nascita e l’epoca storica, ossia il villaggio di Blahbatuh sull’isola di Bali, durante il regno di Bedewa. Tra le più note le seguenti:
- Nel villaggio di Blahbatuh[8] c'era una coppia che non riusciva ad avere dei figli. Pertanto, chiesero agli déi (betara in kawi) di dare loro un figlio. Non molto tempo dopo, la moglie dell'uomo rimase incinta. Dopo un periodo sufficiente di gravidanza, il piccolo nacque ma sfortunatamente, il neonato era molto strano. Appena a due giorni già mangiava di tutto. Dopo i tre anni il bambino finiva una pentola di riso ad ogni pasto. Se non c'era riso in casa, rubava il riso al vicino. A causa della sua natura ingorda, il padre era molto arrabbiato soprattutto quando sentiva le lamentele delle persone derubate. Al culmine della rabbia, l'uomo fabbricò una kriss per uccidere il bambino. Prima di essere ucciso, il bambino chiese al padre di conoscere il proprio nome per non perdersi nel sfera della noetica[9], la morte. Dopo aver sentito il nome, il bambino cominciò a diventare aggressivo e sentì di essere molto forte, invulnerabile e potente. Preso dallo stupore e dalla paura il padre non lo uccise. Poiché il piccolo Keto si sentiva non accettato dai genitori, andò a Puri Singamandawa dal re, il quale capì subito il potenziale del giovane, lo nominò governatore del regno e gli fu assegnata una residenza a Blahbatuh. Da quel momento in poi, l’esercito di Bali riuscì a conquistare molte aree grazie alla collaborazione strategica dei tre guerrieri-eroi Ki Pasung Grigis e Ki Ularan insieme a Patih Kebo Iwa. Secondo la tradizione, ognuno di loro possedeva dei poteri sovrannaturali con cui realizzavano imprese sorprendenti. Dopo tante vittorie contro il regno di Mahapatih, Kebo Iwa ebbe una visione secondo cui il guerrriero Gajah Mada avrebbe unito l'arcipelago indonesiano e che in futuro l'isola di Bali avrebbe ereditato tutta la gloria dei Majapahit. Così decise di sacrificarsi per la propria terra e rivelò a Gajah Mada il segreto della sua immortalità, per cui sarebbe stato sconfitto solo se il proprio corpo fosse stato cosparso di calcare ammorbidito[10].
- Per tanti giorni a Bali, un uomo e sua moglie erano in preghiera per chiedere agli déi sempre e solo un unico desiderio, un figlio. Dopo tanti anni e tanta fede arrivò un bel maschietto, un bambino straordinario. Era molto diverso dalla maggior parte dei bambini. Mangiava e beveva molto, e giorno dopo giorno mangiava sempre di più. Il suo corpo divenne rapidamente sempre più grande; fattosi adolescente, il suo corpo era gigantesco quanto quello di un bufalo o un elefante. La gente iniziò quindi a chiamarlo Kebo Iwa. Le sue abitudini alimentari faccero sì che i genitori comprassero quantità enormi di cibo. Alla fine finirono i loro soldi, così il villaggio tutto si impegnò a procurare cibo per il giovane gigante. Si costruì anche una grande casa[11] per Kebo Iwa, perché il suo corpo si ingrandiva in continuazione e non c’era più spazio nella casa di famiglia. Purtroppo, dopo alcuni mesi, anche gli abitanti del villaggio non riuscivano più a cucinare per il gigante e trovare anche il tempo per le proprie vite. Si decise così di limitarsi a preparare la materia prima e di insegnare a Kebo a cucinarsi le pietanze da consumare. Kebo Iwa, come espressione della sua gratitudine verso i genitori e tutti gli abitanti del villaggio, iniziò a rendersi utile. Costruì una diga, scavò pozzi e protesse gli abitanti del villaggio dagli animali selvatici e da chi avesse voluto attaccare il villaggio. Da solo faceva cose meravigliose e ben presto divenne famoso in tutto l’arcipelago. Nel frattempo, le truppe del regno di Majapahit progettavano di attaccare Bali. Sapevano di Kebo Iwa e sapevano anche che non avrebbero potuto conquistare Bali senza eliminare il gigante buono che era diventato troppo potente per chiunque. Gajah Mada decise di invitare Kebo Iwa a Majapahit per aiutarli a scavare dei pozzi, in quanto il regno soffriva di una lunga stagione secca e c’era bisogno di acqua. Kebo Iwa accettò, ma mentre era impegnato a scavare un pozzo profondo, i soldati Gajah Mada lo coprirono con molti massi di grandi dimensioni. Sepolto vivo, morì nell’oscurità del pozzo e Bali fu conquistata da Majapahit.